# Pietro Lombardi
Pietro Lombardi (6. června 1922 Bari, Itálie – 5. října 2011 Bari) byl italský zápasník, reprezentant v zápase řecko-římském.
V roce 1948 na olympijských hrách v Londýně vybojoval zlatou medaili v muší váze. V roce 1952 na hrách v Helsinkách vybojoval sedmé místo v bantamové váze. V roce 1950 a 1955 vybojoval bronz na mistrovství světa.